# マグネス・アクリウシェ
マグネス・アクリウシュ（Maghnes Akliouche [ フランス語発音], 2002年2月25日 - ）は、フランス・トランブレ＝アン＝フランス出身のプロサッカー選手。リーグ・アン・ASモナコ所属。ポジションはミッドフィールダー。

## 経歴

### クラブ
ヴィルモンブルでサッカーを始め、トルスィを経て、その後モナコの下部組織に入団。2021年10月16日、リーグ・アン第10節のオリンピック・リヨン戦でトップチームデビュー。
2022年2月、クラブと初のプロ契約を交わした。
2023年1月7日、クープ・ドゥ・フランス初戦のロデーズ戦でプロ初ゴールを挙げたが、PK戦の末に試合には敗れた。
8月13日、2023-24シーズン開幕節のクレルモン・フット戦に途中出場し、リーグ・アン初ゴールを挙げた。このシーズン、第7節のオリンピック・マルセイユ戦での2ゴール1アシストなど、公式戦31試合で8ゴール4アシストを記録し、飛躍のシーズンとなった。
2024年9月19日、UEFAチャンピオンズリーググループステージ初戦のバルセロナ戦で、UEFAの主要国際大会初ゴールを記録。最終的にチャンピオンズリーグ10試合に出場し、2ゴール2アシストと活躍したが、チームはノックアウトステージへの進出を逃した。

### 代表
後述の出自から、フランスとアルジェリア双方の代表資格を有するが、これまで世代別代表はすべてフランスを選択している。
2022年、U-20フランス代表としてモーリス・レヴェロ・トーナメントに出場し、4ゴール3アシストの活躍で優勝に貢献。大会ベストイレヴンにも選出された。
2023年9月から翌年10月にかけてUEFA U-21欧州選手権予選を戦い、8試合に出場し3ゴール1アシストを記録したが、本大会のメンバーには選出されなかった。
2024年7月、パリオリンピックのメンバーに選出された。自国開催の大会を勝ち進み、決勝のスペイン戦でゴールを挙げたが、延長戦の末に敗れ準優勝となった。

## 人物
アルジェリアのブイラ出身の両親のもと、イル＝ド＝フランス地域圏トランブレ＝アン＝フランスで生まれ育ったため、両国の国籍を有している。
漫画が好きであり、モナコのチームメイトである南野拓実に『ONE PIECE』のネタバレを聞こうとしたが、秘密にされた。「フランス語版が出版され、自分で読めるようになるまで待って」と言われた。

## 個人成績
| 国内大会個人成績 | 国内大会個人成績 | 国内大会個人成績 | 国内大会個人成績 | 国内大会個人成績 | 国内大会個人成績 | 国内大会個人成績 | 国内大会個人成績 | 国内大会個人成績 | 国内大会個人成績 | 国内大会個人成績 | 国内大会個人成績 |
| 年度             | クラブ           | 背番号           | リーグ           | リーグ戦         | リーグ戦         | リーグ杯         | リーグ杯         | オープン杯       | オープン杯       | 期間通算         | 期間通算         |
| 年度             | クラブ           | 背番号           | リーグ           | 出場             | 得点             | 出場             | 得点             | 出場             | 得点             | 出場             | 得点             |
| フランス         | フランス         | フランス         | フランス         | リーグ戦         | リーグ戦         | F・リーグ杯      | F・リーグ杯      | フランス杯       | フランス杯       | 期間通算         | 期間通算         |
| ---------------- | ---------------- | ---------------- | ---------------- | ---------------- | ---------------- | ---------------- | ---------------- | ---------------- | ---------------- | ---------------- | ---------------- |
| 2021-22          | モナコ           | 35               | リーグ・アン     | 7                | 0                | -                | -                | 2                | 0                | 9                | 0                |
| 2022-23          | モナコ           | 21               | リーグ・アン     | 11               | 0                | -                | -                | 1                | 1                | 12               | 1                |
| 2023-24          | モナコ           | 21               | リーグ・アン     | 28               | 7                | -                | -                | 3                | 1                | 31               | 8                |
| 2024-25          | モナコ           | 11               | リーグ・アン     | 32               | 5                | -                | -                | 0                | 0                | 32               | 5                |
| 通算             | フランス         | フランス         | リーグ・アン     | 78               | 12               | -                | -                | 6                | 2                | 84               | 14               |
| 総通算           | 総通算           | 総通算           | 総通算           | 78               | 12               | 0                | 0                | 6                | 2                | 84               | 14               |

## タイトル

### 代表
U-20フランス代表
- モーリス・レヴェロ・トーナメント（2022）[10]

U-23フランス代表
- オリンピック銀メダル（2024）[13]

### 個人
- モーリス・レヴェロ・トーナメント ベストイレヴン（2022）[10]